# Абстиненция
Абстиненцията (от латински: abstinens – „липсващ“, „отсъстващ“) е доброволен отказ от задоволяването на плътски желания, вкусове и страсти, които доставят удоволствие.

## Религиозно значение
Много религии изискват от последователите си да спазват т. нар. пости – период на въздържане от храна, алкохолни напитки, полови контакти, празненства и изобщо всякакви удоволствия. Според религиозните учения, по този начин човек се уподобява на светиите и принася духовна жертва на Бога (...жертва Богу е дух съкрушен; сърце съкрушено и смирено. Пс. 50:18).
 

## Профилактична абстиненция
Като профилактична (предпазна) абстиненция в медицината се означава въздържането от определени действия, навици или храни, с цел да се предотврати развитието на определено заболяване или да се подпомогне неговото лечение. Примери за профилактична абстиненция са:
- въздържане от храни, съдържащи захар – при диабет;
- въздържане от храни, съдържащи мазнини и холестерол – при атеросклероза;
- въздържане от тютюнопушене при заболявания на дихателната система, при рак на долната устна и орофаринкса, носни полипи и други;
- въздържане от говорене след операция на гласните струни или отстраняване на сливиците;
- и други.

## Наркотична абстиненция
Като наркотична абстиненция се означава състоянието, при което наркозависимото лице е лишено от веществото, към което е пристрастено (алкохол, стимуланти, опиати и др.) и изпитва силно, тежкопреодолимо влечение да си го набави. Наркотичната абстиненция има два компонента:
1. Психологична – това е силното желание да се изпита т. нар. „кик“ – удоволствието от въздействието на наркотика и чувството за комфорт, и релаксация, свързани с обстановката за неговата употреба (общуването с други наркозависими, специфичната „задушевна“ атмосфера на наркосбирките);
2. Физиологична – изразява се в нарушаване на нормалното протичане на физиологичните процеси в организма, в отсъствие на наркотичното вещество; това може да бъде:
  - чувство за болка в мускулите и ставите, при хероинова абстиненция;
  - тремор и рязко покачване на кръвното налягане, при алкохолна абстиненция;
  - тежка обща слабост и понижаване на кръвното налягане, при кокаинова абстиненция;
  - и други, в зависимост от характера на конкретния наркотик.

Някои вещества и продукти, като кофеин, теин, теобромин, никотин, марихуана и други, предизвикват основно психологична пристрастеност; физиологична зависимост възниква рядко и само след продължителна прекомерна употреба. Други, като кокаина и амфетамините бързо предизвикват физиологична зависимост, която обаче също така бързо се преодолява (в рамките на една-две седмици), с по-голямо усилие на волята. Трети, като хероина и антидепресантите, предизвикват тежка физиологична зависимост, която е почти невъзможно да бъде преодоляна без медицинско лечение.
При рязко лишаване от наркотика настъпва абстинентна криза.